# Cewka Ruhmkorffa

Schemat działania cewki Ruhmkorffa:
A – uzwojenie pierwotne, B – uzwojenie wtórne, C – rdzeń, D – sprężyna stycznika, E – stycznik (przerywacz), F – kondensator, G – zasilanie, H – wyprowadzenia wysokiego napięcia

Przebieg prądu w uzwojeniu pierwotnym (niebieski) i napięcia na uzwojeniu wtórnym (czerwony) w nieobciążonej cewce Ruhmkorffa bez kondensatora

Te same przebiegi z zastosowaniem kondensatora

Cewka (induktor) Ruhmkorffa – urządzenie do otrzymywania impulsów wysokiego napięcia z niskiego napięcia stałego. Jest połączeniem transformatora o dużej liczbie zwojów w uzwojeniu wtórnym i iskrownika przerywającego przepływ prądu w uzwojeniu pierwotnym.
Skonstruowana w 1850 roku przez Heinricha Daniela Ruhmkorffa.

## Budowa i zasada działania
Głównym elementem cewki jest transformator, którego uzwojenie pierwotne ma niewielką liczbę zwojów, zaś wtórne – bardzo dużą. Oba uzwojenia nawinięte są na wspólnym rdzeniu żelaznym. Obwód magnetyczny induktora Ruhmkorffa jest otwarty. Pole magnetyczne na końcu rdzenia jest wykorzystywane do przyciągania kotwy sprężystego stycznika, którego rozłączenie przerywa obwód prądu zasilającego uzwojenie pierwotne. W wyniku przerwania obwodu, zanika pole magnetyczne odchylające stycznik, który powraca do pierwotnej pozycji, ponownie zamykając obwód.
Po zamknięciu obwodu szybkość wzrostu natężania prądu elektrycznego ogranicza indukcyjność cewki, po przerwaniu obwodu natężenie prądu spada gwałtownie (ma tu wpływ iskrzenie styku). W uzwojeniu wtórnym indukuje się siła elektromotoryczna proporcjonalna do szybkości zmian strumienia pola magnetycznego, przez co napięcie uzyskiwane w uzwojeniu wtórnym ma postać krótkiego impulsu wysokiego napięcia. Gdy cewka jest obciążona, na napięcie na cewce wtórnej ma wpływ spadek napięcia na oporności cewki oraz siły elektromotoryczne indukowane przez przepływający w niej prąd.
W ten sposób, mimo zasilania ze źródła napięcia stałego, w obwodzie wtórnym płynie prąd zmienny o niesymetrycznym przebiegu, o częstotliwości od kilkunastu do kilkuset herców. 
Do demonstracji wysokiego napięcia wtórnego używa się m.in. zaostrzonych elektrod, oddalonych od siebie o regulowaną odległość. Nawet przy odległości przekraczającej 10 cm, możliwe jest uzyskanie wyładowań elektrycznych w powietrzu pomiędzy elektrodami. Prąd wyładowań ma stały kierunek, ponieważ przebieg napięcia jest niesymetryczny, a niewielkie napięcie ujemne nie wywołuje przepływu prądu w gazie. Pomimo zerowej średniej wartości napięcia, krótkotrwałe skoki dodatnie mają znacznie wyższą wartość maksymalną, niż rozciągnięte w czasie skoki ujemne. Wykorzystanie tej asymetrii i nieliniowości prądu płynącego przez gaz pozwala na uzyskanie stałego napięcia i gromadzenie ładunku w kondensatorach (pierwotnie były to butelki lejdejskie).

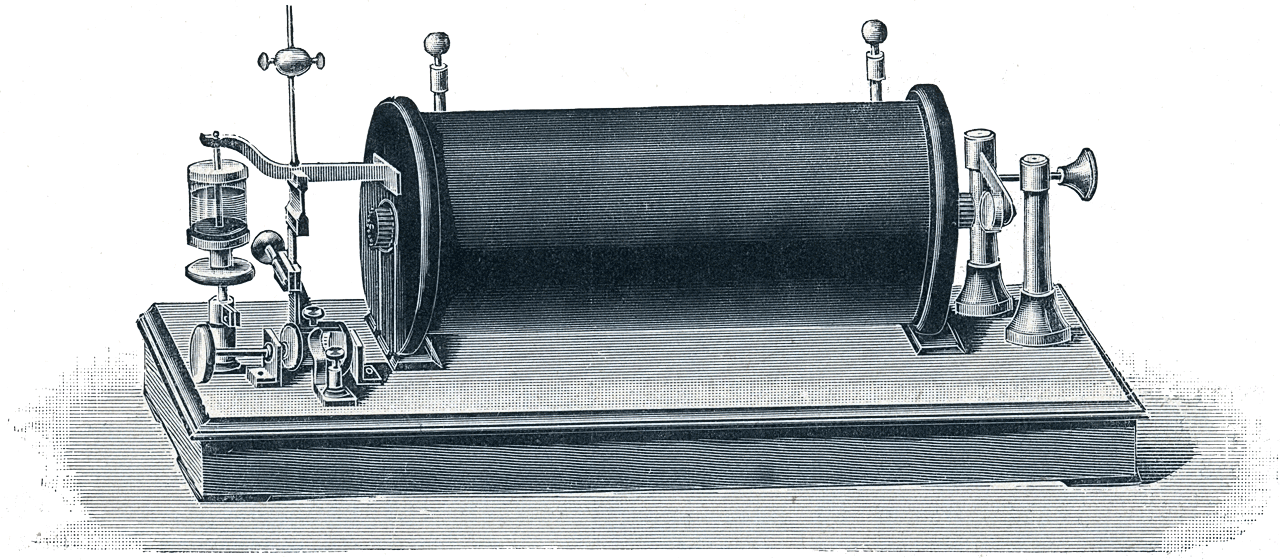
Cewka Ruhmkorffa

## Skala uzyskiwanych napięć
Napięcia uzyskiwane w typowej cewce indukcyjnej Ruhmkorffa sięgają 50 kV. Wyeliminowanie stycznika mechanicznego i zastąpienie go układem elektronicznym (na przykład tyrystorowym) pozwala na zwiększenie zarówno częstotliwości impulsów, jak i wartości maksymalnej napięcia. Rekordowe wartości napięć uzyskane w największych cewkach przy użyciu zewnętrznych styczników przekraczają 300 kV, co pozwala na uzyskanie wyładowania w powietrzu pomiędzy elektrodami odległymi o 40 cm. O maksymalnej odległości elektrod, przy której w suchym powietrzu samorzutnie rozpoczyna się wyładowanie, decyduje nie tylko wytworzone przez cewkę napięcie, ale także kształt elektrod. Przykładowo, aby przy napięciu 125 kV otrzymać przeskok iskry pomiędzy elektrodami kulistymi o średnicy 5 cm, trzeba te elektrody zbliżyć na odległość mniejszą niż 7 cm. Zastąpienie kulek ostrymi igłami pozwala na zwiększenie tej odległości do 20 cm (przy tym samym napięciu) lub na zmniejszenie napięcia do 61 kV (przy odległości 7 cm).

## Zastosowanie
Wysokie napięcia otrzymywane przy użyciu cewek Ruhmkorffa były stosowane między innymi do zasilania niskociśnieniowych lamp wyładowczych, nazywanych rurkami Geisslera. W zależności od rodzaju gazu umieszczonego w rurce, otrzymywano różne barwy światła.
Układ transformowania napięcia stałego poprzez cykliczne przerywanie prądu w uzwojeniu pierwotnym jest stosowany na przykład w układach zapłonowych silników o zapłonie iskrowym, zasilaniu kineskopów, przetwornicach napięcia.